# Blå Skærm
Den blå skærm, The Screen of Death, Blue Screen of Death eller forkortelsen BSOD. Udtrykket omhandler den fejlside der vises når et Microsoft Windows styresystem kommer i en fejltilstand det ikke kan håndtere. Navnet kommer af den blå baggrundsfarve på fejlskærmen. Som udgangspunkt vil de nyeste versioner (Windows XP og Vista) ikke vise den blå skærm, men blot automatisk genstarte computeren, men de kan indstilles til at vise den blå skærm; dette kan være nyttigt, da den blå skærm indeholder information der kan bruges til at identificere det opståede problem.
Denne skærm vises normalt hvis en vigtig Windows- eller programfil ikke kan loades. 
I Windows XP opstår denne fejl sjældent, men under fejlen vil computeren normalt køre i MS-DOS-tilstand, eller kommandoprompt, dvs. at systemet meget vil ligne de første Windows-versioner, men i de fleste tilfælde vil computeren prøve at reparere fejlen selv.
Den blå skærm har som regel en blå baggrund med en hvid tekst, men i andre tilfælde har den en sort baggrund med hvid tekst. 

Denne fejl opstår ikke kun på Windows, men kan også forekomme på MAC, dog i en anden udgave.
Mobiler og Xbox  konsollerne indeholder/indeholdt den blå skærm.
Når fejlen opstår i Windows, er det tit en kritisk fejl i operativsystemet, og fænomenet er mest kendt fra Windows 95, 98 og Me.

## Red Screen of Death
Red Screen of Death (forkortelse RSoD, nogle gange kaldet "Red Screen of Doom") er øgenavnet for en fejlbesked som eksisterede i nogle af Windows' betaversioner, f.eks. i betaversionen af Windows Vista. De fjernede det i Beta 1 (Build 5112) af Windows Vista udover diskfejl. Det kan også findes (men sjældent) i versioner af Microsofts Windows 98 styresystem. The red screen of death, viste sig også i projekt: "Memphis".